# Old Funeral
Gli Old Funeral furono un gruppo death metal norvegese di Bergen.

## Storia degli Old Funeral
Dal momento che iniziarono la loro attività nel 1988 essi furono uno dei primi gruppi a formare la scena estrema norvegese. Nel 1992 il combo era già sciolto ma visto che alcuni dei loro componenti divennero famosi in seguito (come Abbath e Demonaz con gli Immortal e Varg Vikernes con Burzum) gli Old Funeral raggiunsero la notorietà da postumi. Tra i gruppi che li influenzarono c'erano i Carcass e i Morbid Angel.
La critica li ha definiti una band di grandissima influenza, soprattutto considerata la discografia non molto estesa.

## Componenti
- Olve Eikemo - basso, voce
- Varg Vikernes - chitarra(1989-1992)
- Jørn Inge Tunsberg - chitarra
- Tore - chitarra (1988-1992)
- Harald Nævdal - chitarra
- Padden - batteria(1988-1992)
- Tyr - voce (1988)
- Thorlak - basso

## Discografia

### Raccolte
- 1999 - The Older Ones
- 1999 - Join the Funeral Procession
- 2013 - Our Condolences (1988-1992)

### Album dal vivo
- 2002 - Grim Reaping Norway

### EP
- 1991 - Devoured Carcass

### Demo
- 1989 - The Fart That Should Not Be
- 1990 - Abduction of Limbs